# Festella rammei
Festella rammei är en insektsart som beskrevs av Battal Çiplak 2000. Festella rammei ingår i släktet Festella och familjen vårtbitare. Inga underarter finns listade i Catalogue of Life.